# Responsabilidade
A responsabilidade é principalmente a capacidade de avaliar as próprias habilidades e ações e as possíveis consequências das decisões e agir de forma que os objetivos esperados tenham maior probabilidade de serem alcançados.
Nesse contexto, a responsabilidade pode resultar na aceitação voluntária (responsável) ou (no caso de ignorância ou controle externo) involuntária de uma obrigação de assumir a responsabilidade pelas possíveis consequências de uma ação ou decisão tomada e, se necessário, de ser responsabilizá-los ou aceitar penalidades. O sentido de responsabilidade exige consciência, conhecimento dos valores e normas legais e das normas sociais.
Dependendo da prática social e do sistema de valores, as ações e suas consequências podem levar a consequências como elogios e censuras, recompensas, punições ou demandas de indenização aos responsáveis. A relação entre os atores envolvidos é baseada no resultado da ação.
 

As normas sociais nas quais se baseia a responsabilidade podem ter origem legal, ideológica ou moral. No entanto, a responsabilidade também pode se basear em um ideal auto-escolhido como uma norma que só é válida individualmente. No entanto, também neste caso, a pretensão está ligada a efeitos em relação a outras pessoas ou instituições. Porque o conceito de responsabilidade só faz sentido se incluirmos quem nos rodeia. Em qualquer caso, a atribuição de responsabilidade pressupõe a assunção de liberdade de ação e uma influência efetiva do ator no resultado da ação. Se e até que ponto tal autodeterminação é dada é controversa e é discutida criticamente na filosofia da mente. Porque a responsabilidade desafia a justificação, está ligada à apresentação de razões e à razão dos envolvidos. Devido à sua orientação para normas e valores, a responsabilidade é também uma questão ética.